# Diaethria merida
Diaethria merida är en fjärilsart som beskrevs av Eduard Honrath 1884. Diaethria merida ingår i släktet Diaethria och familjen praktfjärilar. Inga underarter finns listade i Catalogue of Life.